# Rafael Python

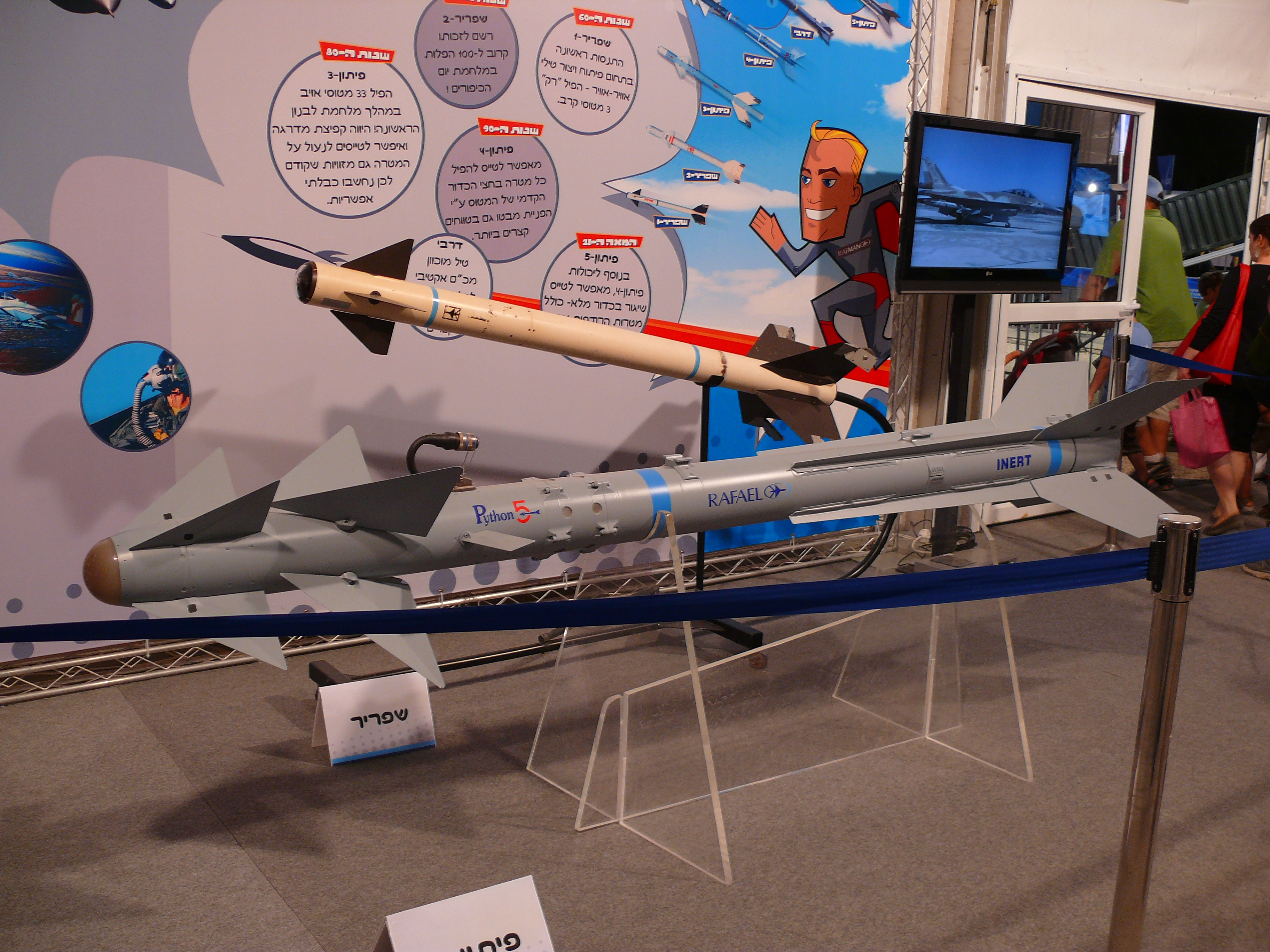
Rafael Python 5.

Le Python est une famille de missiles air-air israéliens, à courte portée à guidage infrarouge développée par Rafael (Rafael Advanced Defense Systems).
Elle est issue du Shafrir II.

## Python III

### Développement
Le Python 3 fait suite à l’amélioration du missile Shafrir 2, qui bien que parfaitement au point, ne pouvait engager un appareil que par l’arrière. Le Python est un missile permettant d’engager une cible même en situation frontale.
Il est d’ailleurs plus long, plus lourd et son autodirecteur plus performant. Il est crédité de la destruction de 35 appareils syriens, durant la bataille de la plaine de la Bekaa en 1982.

La Chine en 1982, au vu des performances au combat, a passé commande de quelques exemplaires (Israël fournissant en 1988 les 1 200 premiers kits) avant de le produire sous licence sous le nom PiLi-8 (PL-8).

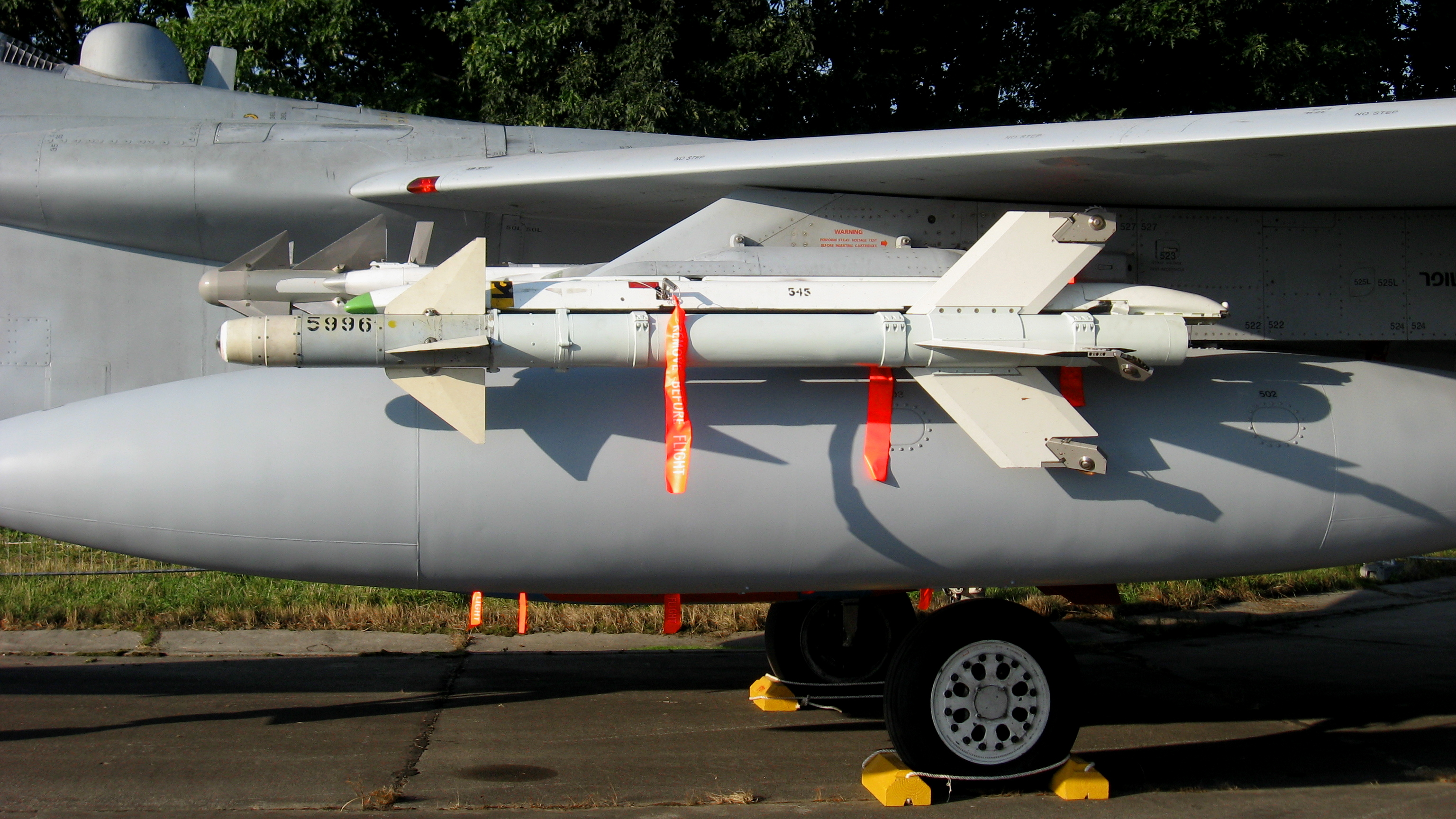
Python 3 sous l’aile d’un F-15D

### Engagement
- Guerre du Liban 1982
- Guerre du Cenepa

### Caractéristiques Python 3
- Longueur : 295 cm
- Envergure : 80 cm
- Diamètre : 15 cm
- Masse : 120 kilogrammes
- Guidage : IR
- Charge : 11 kilogrammes
- Portée : 15 kilomètres
- Vitesse : Mach 3.5

## Python 4
Le Python 4 est une version améliorée du Python 3. Bien que gardant les mêmes caractéristiques générales de son prédécesseur (même longueur, même masse, même envergure, même portée), son autodirecteur infrarouge a été modifié afin d’être plus résistant aux leurres et autres systèmes de contre-mesures infrarouges.

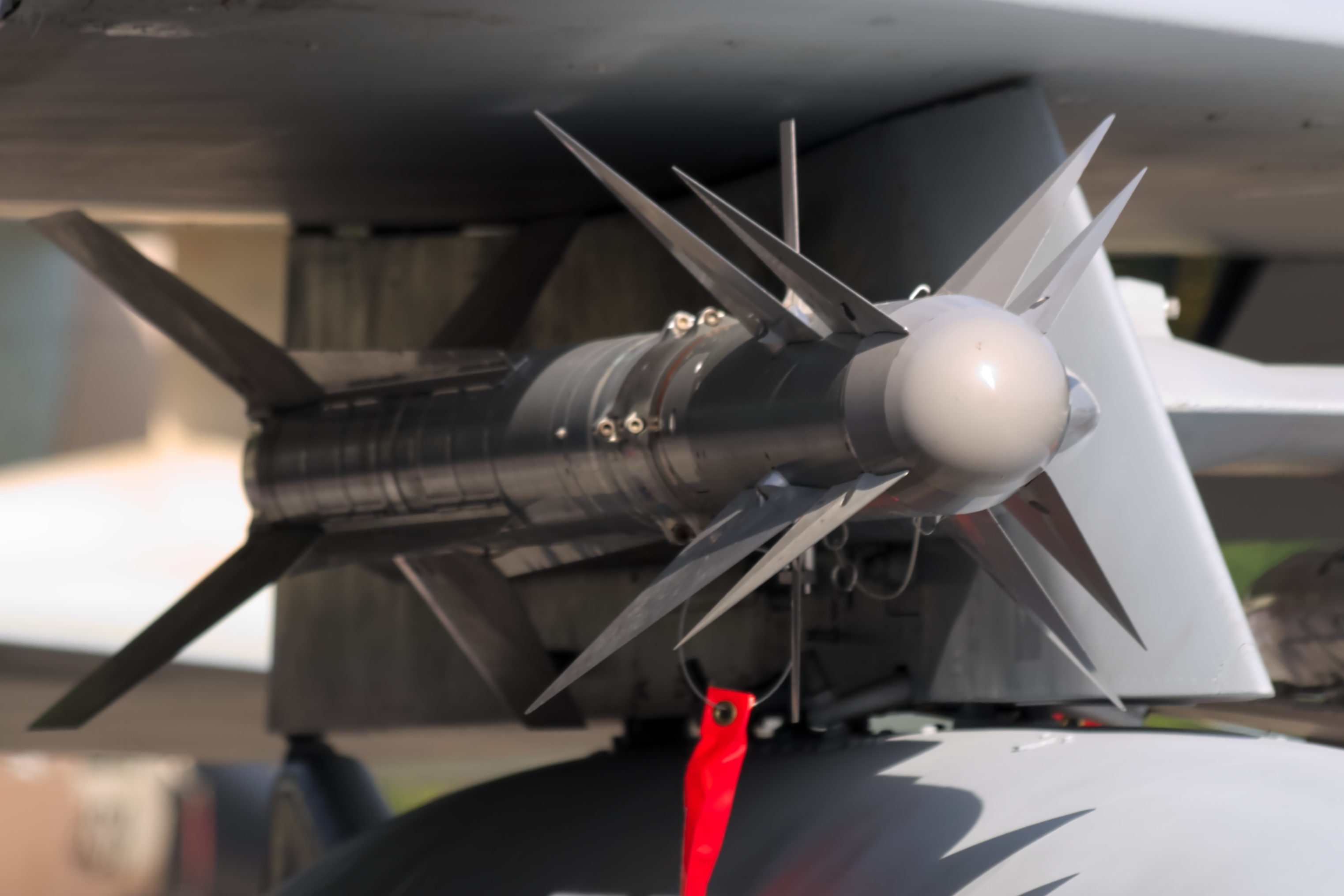
Python 4

### Historique
Le Python 4 est un missile de quatrième génération. Il a été développé au cours des années fin 1980 début 1990, le déploiement sur les chasseurs F-15 et F-16 israéliens s’effectuant dans la foulée. Le missile  et son DASH, développé par ELBIT, ont été conçus spécifiquement pour surpasser l'Archer (avec son viseur de casque)des MiG-29, qui ont été déployés dans le Moyen-Orient au début des années 1990.
La portée minimum du Python 4 a été ramenée de 600 à 500 mètres.

## Python 5
Le Python 5 est le plus récent membre de la famille Python. Ce missile air-air de cinquième génération permet au pilote d'engager un avion ennemi avec une capacité de lancement révolutionnaire de sphère complète. Le missile peut être lancé à partir de gammes très courtes jusqu'aux plus visuelles, avec une plus grande probabilité de destruction, une excellente résistance aux contre-mesures, indépendamment des manœuvres visuelles évasives ou du déploiement de contre-mesures.
Python V est le missile le plus précis de l’armée de l’air israélienne et l’un des missiles guidés les plus sophistiqués au monde.
Il dispose d'une capacité de tir « au-delà de la portée visuelle » en anglais : Beyong Visual Range, BVR, de se verrouiller sur sa cible après le tir, et d'un nouveau système de guidage électro-optique et infrarouge.
Sa portée est supérieure à 20 kilomètres pour une vitesse maximale de mach 4.
La première destruction opérationnelle par Python 5 a eu lieu en août 2006 pendant la guerre du Liban. Le missile a été tiré à partir d’un F-16 Fighting Falcon et a détruit un drone Ababil-T de fabrication iranienne lancé par le Hezbollah. En octobre 2012, un missile Python lancé à partir d’un chasseur F-16 de l’armée de l’air israélienne a intercepté avec succès un véhicule aérien sans pilote de fabrication iranienne qui s’introduisait dans l’espace aérien israélien. L’armée de l’air israélienne prévoit d’armer les chasseurs Lockheed Martin F-35 Lightning II avec des missiles Python 5.
Il dispose de plus de 18 surfaces de contrôles, ce qui le rend très manœuvrable. C'est avec des Python 5 que l'Armée de l'Air Israélienne a abattu deux drones du Hezbollah pendant le conflit israélo-libanais de 2006,.